# Shane Victor
Shane Victor (né le 29 décembre 1988) est un athlète sud-africain spécialiste du 400 mètres

## Carrière
En 2011, le Sud-africain remporte la médaille d'argent du relais 4 × 400 mètres lors des Championnats du monde de Daegu aux côtés de Ofentse Mogawane, Willem de Beer et L. J. van Zyl, dans le temps de 2 min 59 s 87, s'inclinant finalement face à l'équipe des États-unis.

### Palmarès
| Date | Compétition           | Lieu     | Résultat | Épreuve   |
| ---- | --------------------- | -------- | -------- | --------- |
| 2011 | Universiade           | Shenzhen | 3e       | 4 × 400 m |
| 2011 | Championnats du monde | Daegu    | 2e       | 4 × 400 m |

### Records
| Épreuve | Performance | Lieu   | Date          |
| ------- | ----------- | ------ | ------------- |
| 400 m   | 46 s 13     | Durban | 10 avril 2011 |